# Paralomis tuberipes
El centollón (Paralomis tuberipes) es una especie de crustáceo decápodo que integra el género de cangrejos litódidos Paralomis. Habita el lecho marino de las frías aguas del sudoeste del océano Pacífico y en el Antártico. 

## Taxonomía, distribución y hábitat
Paralomis tuberipes fue descrita originalmente en el año 1988 por el carcinólogo español Enrique Macpherson. 
El ejemplar holotipo es una hembra catalogada como 228829; está depositada en el National Museum of Natural History, Smithsonian Institution (USNM). Fue colectado el 25 de enero de 1945 en el Pacífico Sur, en las coordenadas: 45°18′S 75°5′W.
Habita en aguas del mar chileno, en el sudeste del océano Pacífico y en el océano Antártico en el mar de Bellingshausen.